# Odonatologie
Odonatologie je disciplína entomologie, která se zabývá taxonomií řádu Vážky (Odonata). Osoba věnující se odonatologiii, ať už vědecky nebo amatérsky, se nazývá odonatolog.
Za průkopníka odonatologie je považován Edmond de Sélys Longchamps, který shromáždil vekou sbírku vážek, popsal mnoho druhů, av roce 1854 roku klasifikoval vážky do jednotlivých čeledí. Výzkumem fylogeneze vážek se jako první zabýval James George Needham (1903).

## Sběratelství
Vážky po relativně krátkém čase po vypreparování ztrácí původní zbarvení křídel i těla, proto nejsou sběratelsky tak atraktivní jako motýli nebo brouci, kteří si při správném uskladnění a ošetření udrží svůj vzhled až stovky let.

## Významní odonatologové
- Carl Linné – švédský lékař, botanik a přírodovědec-taxonom
- Philip Powell Calvert – americký entomolog
- Ambroise Marie François Joseph Palisot de Beauvois – francouzský entomolog
- Charles Émile Blanchard – francouzský zoolog a entomolog
- Hermann Burmeister – německý entomolog a systematik, který působil hlavně v Argentině
- Dru Drury – anglický entomolog a zlatník
- Hermann August Hagen – americký entomolog a historik entomologie německého původu
- Jules Pierre Rambur – francouzský lékař a entomolog
- Robert John Tillyard – anglo-australský entomolog a geolog,
- Elliot Charles Gordon Pinhey – původem anglický entomolog, který působil v Africe
- Friedrich Ris – švýcarský entomolog a psychiatr